# Emmanuel Mouret
Pour les articles homonymes, voir Mouret.
Emmanuel Mouret est un réalisateur et acteur français né le 30 juin 1970 à Marseille.

## Biographie

### Jeunesse et études
Emmanuel Mouret est issu d'une famille marseillaise ; son grand-père tient une boutique d’orfèvrerie religieuse, et son père est expert et marchand d'art.
Élève moyen au lycée Thiers, il passe un baccalauréat scientifique, réalise un court métrage à 19 ans,, suit à Paris pendant quatre ans des études d’art dramatique et obtient un diplôme en 1998 de la Fémis en section « réalisation ». Son film de fin d'études Promène-toi donc tout nu ! sort en salle en 1999.

### Parcours professionnel
À l'instar de Sacha Guitry et Woody Allen, le cinéaste joue fréquemment le rôle principal de ses films, interprétant un jeune homme candide et maladroit. Chaque fois, il signe le scénario.
Il écrit et réalise son premier long métrage en 2000, Laissons Lucie faire !, dans lequel il joue et dirige Marie Gillain. Il enchaîne quatre ans plus tard avec son deuxième long métrage, Vénus et Fleur, porté par deux actrices inconnues dans les rôles titres. Le film est sélectionné pour la Quinzaine des réalisateurs en 2004 à Cannes.
Il en va de même pour Changement d'adresse, qui sort en 2006. Il y offre son premier rôle au cinéma à Frédérique Bel, à qui il donne aussi la réplique. La comédienne devient sa « muse » et jouera dans quatre autres de ses films.
Elle le suit ainsi pour une seconde comédie douce-amère, Un baiser, s'il vous plaît !, son quatrième film, où il tient le premier rôle masculin, entouré d'une large distribution comportant Virginie Ledoyen et Julie Gayet.
En 2008, en tant qu'acteur, il se laisse diriger par Claire Simon pour le film franco-belge, Les Bureaux de Dieu, où il tient un second rôle, au sein d'un casting français.
Il revient en 2009 avec son cinquième film, Fais-moi plaisir !, une nouvelle comédie à la large distribution : il retrouve une troisième fois Frédérique Bel mais dirige aussi Judith Godrèche et Déborah François.
Emmanuel Mouret tourne, à l'automne 2010, son sixième long-métrage, L'Art d'aimer, qui sort en 2011. Ce film choral lui permet de retrouver tous ses acteurs fétiches, dont Bel. Pour la première fois, il ne tient pas le premier rôle masculin, mais le confie à François Cluzet. Ce long-métrage semble aussi boucler une trilogie.
Ainsi, fin 2013, il passe pour la première fois au drame pour son septième long-métrage, Une autre vie, mais ne s'éloigne pas pour autant de la romance, formant un triangle amoureux entre Jasmine Trinca, JoeyStarr et Virginie Ledoyen (il retrouve cette dernière après Un baiser, s'il vous plaît !).
En 2015, il revient à la comédie de mœurs et au rôle principal masculin pour Caprice. Il s'entoure cette fois d'Anaïs Demoustier dans le rôle-titre, Virginie Efira dans le premier rôle féminin et Laurent Stocker de la Comédie-Française dans le rôle du meilleur ami du héros. Le film est récompensé au festival du film de Cabourg 2015 par un Swann d’Or du meilleur long-métrage.
En 2018 sort son neuvième long-métrage, Mademoiselle de Joncquières, pour lequel il reçoit une nomination au César de la meilleure adaptation. Le film est nommé six fois au César 2019 et reçoit le César des meilleurs costumes.
Début février 2021, Emmanuel Mouret reçoit le 31e prix des auditeurs du Masque et la Plume de France Inter pour son film Les Choses qu'on dit, les Choses qu'on fait.
Chronique d'une liaison passagère, présenté hors compétition au festival de Cannes 2022, sort à l'automne 2022.
En 2024, Emmanuel Mouret présente Trois Amies.

## Filmographie

### Réalisateur

#### Courts métrages
- 1996 : Montre-moi !
- 1997 : Il n'y a pas de mal
- 1998 : Caresse
- 1999 : Promène-toi donc tout nu !
- 2016 : Aucun regret
- 2017 : Tout le monde a raison
- 2019 : Le Consentement
- 2019 : Un zombie dans mon lit
- 2024 : La Réputation

#### Longs métrages
- 2000 : Laissons Lucie faire !
- 2004 : Vénus et Fleur
- 2006 : Changement d'adresse
- 2007 : Un baiser, s'il vous plaît !
- 2009 : Fais-moi plaisir !
- 2011 : L'Art d'aimer
- 2013 : Une autre vie
- 2015 : Caprice
- 2018 : Mademoiselle de Joncquières
- 2020 : Les choses qu'on dit, les choses qu'on fait
- 2022 : Chronique d'une liaison passagère
- 2024 : Trois Amies

### Acteur
- 1998 : Caresse
- 1999 : Promène-toi donc tout nu ! : Clément
- 2000 : Laissons Lucie faire ! : Lucien
- 2004 : Vénus et Fleur : l’homme de la pelouse
- 2006 : Changement d'adresse : David
- 2007 : Un baiser, s'il vous plaît ! : Nicolas
- 2008 : Les Bureaux de Dieu de Claire Simon : Pierre
- 2009 : Fais-moi plaisir ! : Jean-Jacques
- 2011 : L'Art d'aimer : Louis
- 2015 : Caprice : Clément
- 2023 : Sans Regret de Carmen Leroi

## Distinctions
| Prix          | Catégorie                           | Film                                        | Nomination/Distinction |
| ------------- | ----------------------------------- | ------------------------------------------- | ---------------------- |
| César 2019    | César de la meilleure adaptation    | Mademoiselle de Joncquières                 | Nomination             |
| Lumières 2021 | Lumière du meilleur film            | Les Choses qu'on dit, les Choses qu'on fait | Lauréat                |
| César 2021    | César du meilleur scénario original | Les Choses qu'on dit, les Choses qu'on fait | Nommé                  |
| César 2021    | César de la meilleure réalisation   | Les Choses qu'on dit, les Choses qu'on fait | Nommé                  |
| César 2021    | César du meilleur film              | Les Choses qu'on dit, les Choses qu'on fait | Nommé                  |

### Décorations
- Officier de l'ordre des Arts et des Lettres Il est promu au grade d’officier le 23 mars 2017[12].